# Amplificatore separatore
Amplificatore separatore, noto anche come buffer o inseguitore di tensione, è un amplificatore che provvede alla trasformazione di impedenza, riducendone il valore, nei collegamenti tra circuiti. Esso viene comunemente inserito tra un segnale e il circuito, in modo da simulare un generatore (di corrente o di tensione) ideale.

## Spiegazione
Tipicamente, un amplificatore separatore viene impiegato nel trasferimento di una tensione da un primo circuito, ad elevato livello d'impedenza, ad un secondo circuito, a livello d'impedenza inferiore. 
L'amplificatore separatore interposto impedisce che il secondo circuito sovraccarichi il primo circuito e ne alteri il suo funzionamento.
Se la tensione viene trasferita inalterata, l'amplificatore separatore è un amplificatore a guadagno unitario: noto pure come inseguitore di tensione.

## Realizzazioni

### Singolo transistor
Il più semplice buffer di tensione è costituito da un amplificatore a singolo stadio. Le possibili realizzazioni sono mediante:
- un bjt configurato a collettore comune, detto anche inseguitore di emettitore;
- un mosfet configurato a drain comune, detto anche inseguitore di source.

### Amplificatore operazionale

Realizzazione mediante amplificatore operazionale

L'amplificatore separatore a guadagno unitario può essere realizzato molto semplicemente riportando il segnale in uscita di un amplificatore operazionale alla sua entrata invertente (retroazione negativa), ed applicando il segnale in ingresso alla sua entrata non-invertente.
Questo dispositivo si ottiene chiudendo in retroazione unitaria un amplificatore operazionale ovvero riportando il segnale in uscita direttamente sull'ingresso invertente dell'amplificatore.
Lo scopo principale del buffer è quello di separare o disaccoppiare la sorgente del segnale dal resto del circuito. Il disaccoppiamento consente di non assorbire corrente dalla sorgente di segnale, non provocando così gli effetti di carico, ovvero un eccessivo assorbimento di corrente dal generatore di segnale, e aumentare così la capacità di fornire potenza da parte del generatore.

### Configurazione Darlington

#### A transistori
I medesimi risultati, ottenuti attraverso l'uso degli amplificatori operazionali, sono ottenuti facendo ricorso alla configurazione circuitale di Darlington, con l'impiego di due transistori: configurazione specifica per gli amplificatori a CC

#### Ad altri elementi attivi
Altri elementi attivi possono venire utilizzati nella configurazione fondamentale di Darlington, quali i transistori ad effetto di campo, le valvole, etc, opportunamente adeguata alle nuove esigenze delle differenti unità costituenti.